# Blackwater Park (album)
Blackwater Park è il quinto album degli Opeth, pubblicato nel 2001 in Europa dalla Music for Nations, negli USA dalla Koch Records e in Giappone dalla JVC Records.
Nel giugno del 2015 la rivista Rolling Stone ha collocato l'album alla ventottesima posizione dei 50 migliori album progressive di tutti i tempi.

## Descrizione
La musica di Blackwater Park si basa sulle sonorità che già avevano contraddistinto la band nei lavori precedenti: la fusione e rielaborazione di sonorità pesantemente death metal e di elementi più leggeri e melodici, tipici del rock progressivo. Rispetto al precedente Still Life, disco dalle atmosfere più calde, questo album costituisce una svolta verso atmosfere nordiche, più cupe e macabre. Molte delle canzoni presentano le cosiddette telephone vocals, un effetto vocale molto comune nella musica di Steven Wilson (leader dei Porcupine Tree) che ha partecipato alla produzione di Blackwater Park ed alla registrazione delle tracce Bleak e The Drapery Falls, nelle quali contribuiva con le seconde voci.
Come è tipico nello stile degli Opeth, l'album si sviluppa con il classico contrasto fra brani più heavy, come The Leper Affinity e The Funeral Portrait, ed altri più melodici ed acustici, come Harvest e Patterns in the Ivy.
Fu il primo album della band ad avere una distribuzione all'altezza di un gruppo che sarebbe diventato di fama internazionale, e ricevette un vastissimo consenso di critica e pubblico, permettendo agli Opeth di uscire definitivamente dall'ambito underground.
Oltre alla versione standard, sono state pubblicate altre due versioni a tiratura limitata con un CD bonus contenente due tracce audio aggiuntive e un videoclip di Harvest, e una versione in doppio LP a tiratura limitata (mille copie).
La copertina dell'album è stata curata da Travis Smith.

## Tracce
1. The Leper Affinity – 10:23
2. Bleak – 9:15
3. Harvest – 6:01
4. The Drapery Falls – 10:53
5. Dirge for November – 7:53
6. The Funeral Portrait – 8:44
7. Patterns in the Ivy – 1:52
8. Blackwater Park – 12:08

CD bonus
1. Still Day Beneath the Sun – 4:34
2. Patterns in the Ivy II – 4:12
3. Harvest (videoclip)

## Singoli
- The Drapery Falls è un singolo estratto da Blackwater Park pubblicato nel 2001 soltanto per gli Stati Uniti dalla Koch Records. È stato distribuito solamente alle stazioni radio per poter promuovere l'album, e non è mai stato messo in vendita. Il singolo contiene un'unica canzone, The Drapery Falls, che è stata abbreviata a 5:05 minuti rispetto alla versione originale di 10:54 minuti per poter essere trasmessa alla radio.
- Still Day Beneath the Sun è un singolo prodotto dalla Music for Nations e pubblicato nel 2002 soltanto per gli Stati Uniti dalla Koch Records. È stato pubblicato come EP 7" in versione limitata di cui 1092 copie in vinile nero e 150 in grigio marmo. Il singolo contiene due canzoni: Still Day Beneath The Sun (4:34) e Patterns In The Ivy II (4:11). Entrambe sono tratte dalla edizione limitata in 2 CD di Blackwater Park.

## Formazione
- Mikael Åkerfeldt - voce e chitarra
- Peter Lindgren - chitarra
- Martin Lopez - batteria
- Martin Mendez - basso

### Musicisti di supporto
- Steven Wilson - voce, tastiere, chitarra